# Palmitylation

Lors de la palmitylation, un groupe palmityl (dérivé de l'acide palmitique, figuré ci-dessus) est ajouté à un résidu d'acide aminé d'une protéine, le plus souvent membranaire.

La palmitylation est la formation d'une liaison covalente entre un acide gras, comme l'acide palmitique, et un résidu de cystéine, moins fréquemment de sérine ou de thréonine, généralement sur une protéine membranaire. La palmitylation peut se produire sur quasiment tous les résidus de cystéine hormis ceux de l'extrémité N-terminale, et sa fonction précise varie selon la protéine considérée. 
La palmitylation augmente l'hydrophobicité des protéines et contribue à leur association à la membrane. La palmitylation semble aussi jouer un rôle significatif dans le trafic subcellulaire des protéines entre les différents compartiments cellulaires, comme dans la modulation d'interactions protéine-protéine. Contrairement à la prénylation et la myristoylation, la palmitylation est généralement réversible, car la liaison entre l'acide palmitique et la protéine est souvent une liaison thioester. La réaction inverse est catalysée par une palmitoyl-protéine thioestérase (en). Parce que la palmitylation est une modification post-traductionnelle dynamique, on pense qu'elle est employée par la cellule pour modifier la localisation subcellulaire, les interactions protéine-protéine ou les capacités de liaison des protéines.
Un exemple de protéine qui subit une palmitylation est l'hémagglutinine, une glycoprotéine membranaire utilisée par le virus de la grippe pour de lier aux récepteurs de la cellule hôte. Les cycles de palmitylation d'une grande variété d'enzymes ont été caractérisés au cours des années 2010, incluant H-Ras, Gsα, le récepteur adrénergique-β2, et l'oxyde nitrique synthase de l'endothélium (eNOS). Un autre exemple est la protéine de signalisation Wnt, qui est modifiée par l'ajout d'un groupe palmityle sur un résidu de sérine. C'est un type d' O-acylation qui est assuré par une O-acyltransférase liée à la membrane. Lors de la transduction du signal via des proteines G, la palmitylation de la sous-unité α, la prénylation de la sous-unité γ, et la myristoylation participent à la fixation de la protéine G sur la face interne de la membrane plasmique, de sorte que la protéine G interagisse avec son récepteur.

## La palmitylation dans la plasticité synaptique
Les scientifiques ont pu évaluer l'importance de la fixation de longues chaînes hydrophobes à des protéines spécifiques des voies de signalisation cellulaire. Un bon exemple de son importance est dans la concentration des protéines dans les synapses. Un médiateur majeur de regroupement des protéines dans la synapse est la protéine de densité post-synaptique (95 kDa) : la protéine PSD-95. Quand cette protéine est palmitylée, elle est localisée sur la membrane. Cette restriction à la membrane lui permet de se lier et de concentrer les canaux ioniques dans la membrane postsynaptique. En outre, dans le neurone présynaptique, la palmitylation de SNAP-25 permet au complexe SNARE de se dissocier lors de la fusion de vésicules. Cela montre le rôle de la palmitylation dans la régulation de la libération de neurotransmetteurs.
La palmitylation de la delta-caténine semble coordonner les changements activité-dépendance dans les molécules synaptiques d'adhérence, la structure des synapses, et la localisation de récepteurs qui sont impliqués dans la formation de la mémoire.